# ماسورابي (مقاطعة دورود)
ماسورابي (بالفارسية: ماسورابی) هي قرية تقع في قسم دورود الريفي (مقاطعة دورود) في إيران. يقدر عدد سكانها بـ 47 نسمة بحسب إحصاء 2016.